# Lodewijk Verreycken

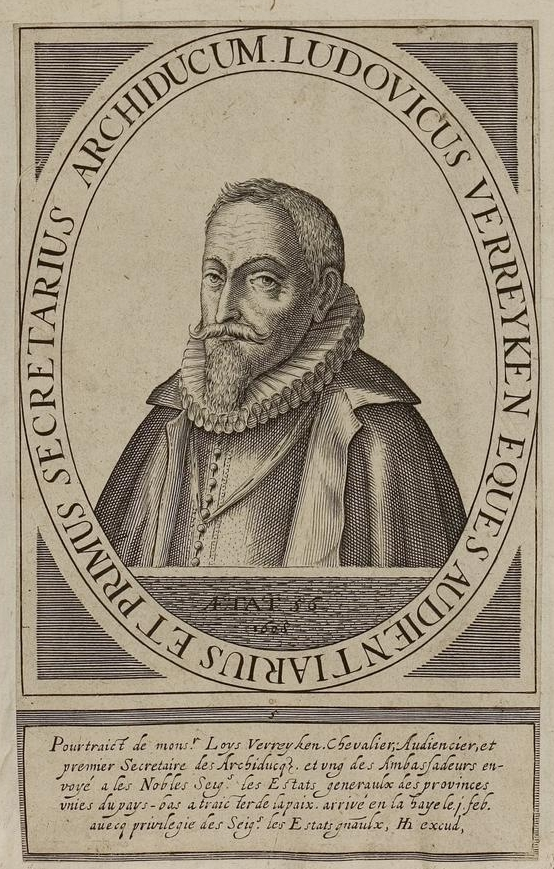
Portret van Verreycken

Lodewijk Verreycken (in Franstalige bronnen vermeld als Louis Verreycken) (c. 1552 - 23 oktober 1621) was staatssecretaris van de Raad van State van de Zuidelijke Nederlanden onder de Spaanse koning, en audiencier bij de Geheime Raad. Als zodanig was hij betrokken bij de onderhandelingen tussen Spinola en de Nederlanden over een wapenstilstand tijdens de Tachtigjarige Oorlog. Dit leidde uiteindelijk tot het Twaalfjarig Bestand.

## Leven
Hij werd in 1552 geboren als zoon van Pieter Verreycken en Catharina van den Daele. De familie Verreyckens was van nederige komaf, afkomstig uit de Meierij van 's-Hertogenbosch. Zij waren opgeklommen op de maatschappelijke ladder, kochten heerlijkheden en verwierven adelsbrieven. Lodewijks vader was de voormalige audiencier van de Geheime Raad. Zijn zwager Pieter dOverloepe, die zijn schoonvader Pieter Verreycken was opgevolgd, had in 1552 het ambt van Pieter Verreycken overgenomen en bleef tot 1578 in functie. Aangezien Lodewijks vader, Pieter Verreycken, in 1538 door Keizer Karel V tot audiencier was benoemd, zou de functie meer dan anderhalve eeuw tot 1680 binnen de familie Verreycken blijven, een duidelijk voorbeeld van veel voorkomend nepotisme in de overheidsbureaucratie.
Hij maakte deel uit van de Spaanse onderhandelingsdelegatie die in 1604 het Verdrag van Londen sloot waarmee de Spaans-Engelse oorlog formeel werd beëindigd. Verreycken heeft ook de functie van penningmeester van de Orde van het Gulden Vlies bekleed.
Hij en zijn vrouw Louise Micault (†1622, 55 jaar oud) hadden acht kinderen, onder wie Lambert, Pieter Ernest, Lodewijk Frans, Anna en Margaretha.